# Microjanira biunguiculata
Microjanira biunguiculata är en kräftdjursart som först beskrevs av Hooker 1985.  Microjanira biunguiculata ingår i släktet Microjanira och familjen Janiridae. Inga underarter finns listade i Catalogue of Life.